# Federico Castagnini
Federico Castagnini (Verona, 15 marzo 1991) è un ex giocatore di baseball italiano di ruolo interbase, seconda base e terza base.
Nel 2008 si è trasferito negli Stati Uniti per un anno di scambio nella scuola superiore raggiungendo nel 2013 il professionismo.

## Carriera

### Club
Nato Verona, Castagnini è cresciuto nella Dynos Verona Baseball dove all'età di 9 anni giocava già con gli Under-12. Tra 2000 e il 2007 ha partecipato con la sua squadra a 7 finali per il Titolo Italiano di categoria. All'età di 16 anni giocava in IBL2 con il Verona Baseball Team, facendo il suo esordio nello stesso anno con il Godo Kinghts nella massima serie italiana. Nel Luglio 2008 fa parte della Nazionale Italiana Juniores e partecipa al Mondiale Juniores a Edmonton in Canada.
Nel 2008 si trasferisce a Longmont in Colorado presso la Skyline High School. L'anno successivo rimane negli Stati Uniti dove si diploma. Al termine del Campionato si classifica al 2º posto MVP del Campionato con 500 di media battuta. Nel 2010 il Barton Community College in Kansas gli offre una borsa di studio per giocare nei Cougars. Gioca shortstop titolare con oltre 200 presenze al piatto e 297 di media battuta e solamente 15 errori su oltre 190 opportunità difensive. 
Nel 2012 firma per la Creighton University, e gioca nella squadra di NCAA 1^ division. Nel Giugno 2013 viene scelto al DRAFT MLB e firma per gli Orioles di Baltimore.
In America gioca nelle seguenti squadre da dilettante: Falcons Skyline High School, Cougars Barton Community College e Bluejays Creighton University; nelle seguenti da professionista: Aberdeen Ironbirds e Delmarva Shorebirds.
Viene svincolato dagli Orioles dopo lo spring training del 2015 e torna alla Creighton University dove si laurea in International Business nel 2016.

### Nazionale
Nel Luglio 2008 fa parte della Nazionale Italiana Juniores e partecipa al Mondiale Juniores a Edmonton in Canada. Nel 2009 sempre con la Nazionale Italiana Juniores partecipa agli Europei a Bonn ricevendo il premio MVP del Torneo.